# Paillon
Paillon ou Palhon é um rio costeiro situado na província de Alpes-Maritimes em França. Tem 36 km e percorre as localidades de L'Escarène, Peillon, Drap (onde se junta com o seu afluente Paillon des Contes), La Trinité e Nice, onde desagua.
A região por onde o rio corre é designado por pays des Paillons. O rio está coberto nos seus últimos quilómetros em Nice, e está por baixo da Escola Secundária Appolinaire e do Centro de Congressos Acropolis.
Como nos outros rios mediterrânicos, tem muito pouca água durante o Verão, violentas inundações no Outono e algumas cheias durante a Primavera.